# Быжко, Николай Пименович
Николай Пименович Быжко (6 (19) декабря 1917 года, село Криски, Черниговская губерния — 7 сентября 2000 года, посёлок Новый, Красногорский район, Московская область) — советский учёный-артиллерист, лауреат Сталинской премии. Генерал-майор (1962).

## Биография
Родился 6 декабря 1917 года в крестьянской семье в селе Криски (сегодня — Коропский район Черниговской области).
В 1937 г. поступил на службу в РККА. В 1938—1941 и 1944—1946 годах слушатель Артиллерийской академии им. Ф. Э. Дзержинского.
Участник Великой Отечественной войны в составе войск Западного и 3-го Украинского фронтов: начальник артиллерийского снабжения танкового батальона, танкового полка, танковой бригады.
В 1946—1953 начальник курса, заместитель начальника факультета боеприпасов Артиллерийской академии. Одновременно преподавал на кафедре «Боеприпасы» МВТУ им. Н. Э. Баумана. В 1953 г. защитил кандидатскую диссертацию и в том же году утвержден в звании доцента.
В 1953—1956 гг. военный советник начальника Военной инженерно-технической академии НОА КНР.
В 1957—1964 начальник учебного отдела Академии им. Дзержинского. Генерал-майор (1962). С 1964 — начальник факультета заочного обучения. С 1968 по 1972 г. — начальник инженерного факультета № 5.
В 1974 году уволен с действительной военной службы в запас.
Умер 7.09.2000 в п. Новый Красногорского района Московской области; похоронен на Троекуровском кладбище.

## Награды
- Сталинская премия 1952 года — за работу в области теории механических взрывателей к реактивным снарядам.
- Ордена Отечественной войны 1 ст. (1944, 1985) и 2 ст. (15.02.1943, 7.05.1943),
- Орден Красной Звезды (1952),
- «Знак Почёта» (1971),.